# Table des caractères Unicode/UA500
Cette page contient des caractères spéciaux ou non latins. S’ils s’affichent mal (▯, ?, etc.), consultez la page d’aide Unicode.
Table des caractères Unicode U+A500 à U+A63F.

## Vaï(Unicode 5.1)
Caractères utilisés pour l’écriture avec le syllabaire vaï. Ceci comprennent :
- les 267 principales syllabes, regroupée selon leur voyelle médiale ou finale, chaque groupe vocalique étant ensuite classé dans l'ordre phonétique traditionnel de leur consonne initiale (l'absence de consonne initiale est en tête de chaque groupe vocalique) et de leur éventuelle finale nasalisée :
  - 36 syllabes en -é fermé de U+a500 à U+a523,
  - 37 syllabes en -i de U+a524 à U+a548,
  - 40 syllabes en -a de U+a549 à U+a570,
  - 36 syllabes en -ô fermé de U+a571 à U+a594,
  - 37 syllabes en -ou de U+a595 à U+a5B9,
  - 39 syllabes en -o ouvert de U+a5BA à U+A5E0 et
  - 42 syllabes en -ê ouvert de U+A5E1 à U+A60A),
- deux signes de fins de syllabes (-ng et allongement de syllabe de U+060B à U+a60C) ;
- trois signes communs de ponctuation (virgule, point finale et point d'interrogation de U+a60D à U+a60F) ;
- trois syllabes obsolètes pour le ndolé (de U+a610 à U+A612) ;
- douze symboles de logogrammes pour des mots ou concepts traditionnels fréquents (de U+A613 à U+A61F) ;
- dix chiffres décimaux désormais désuets (de U+A620 à U+A629) ;
- deux autres syllabes obsolètes pour le ndolé (de U+A62A à U+A62B).

### Table des caractères
| en fr  | 0 | 1 | 2 | 3 | 4 | 5 | 6 | 7 | 8 | 9 | A | B | C | D | E | F |
| ------ | - | - | - | - | - | - | - | - | - | - | - | - | - | - | - | - |
| U+A500 | ꔀ | ꔁ | ꔂ | ꔃ | ꔄ | ꔅ | ꔆ | ꔇ | ꔈ | ꔉ | ꔊ | ꔋ | ꔌ | ꔍ | ꔎ | ꔏ |
| U+A510 | ꔐ | ꔑ | ꔒ | ꔓ | ꔔ | ꔕ | ꔖ | ꔗ | ꔘ | ꔙ | ꔚ | ꔛ | ꔜ | ꔝ | ꔞ | ꔟ |
| U+A520 | ꔠ | ꔡ | ꔢ | ꔣ | ꔤ | ꔥ | ꔦ | ꔧ | ꔨ | ꔩ | ꔪ | ꔫ | ꔬ | ꔭ | ꔮ | ꔯ |
| U+A530 | ꔰ | ꔱ | ꔲ | ꔳ | ꔴ | ꔵ | ꔶ | ꔷ | ꔸ | ꔹ | ꔺ | ꔻ | ꔼ | ꔽ | ꔾ | ꔿ |
| U+A540 | ꕀ | ꕁ | ꕂ | ꕃ | ꕄ | ꕅ | ꕆ | ꕇ | ꕈ | ꕉ | ꕊ | ꕋ | ꕌ | ꕍ | ꕎ | ꕏ |
| U+A550 | ꕐ | ꕑ | ꕒ | ꕓ | ꕔ | ꕕ | ꕖ | ꕗ | ꕘ | ꕙ | ꕚ | ꕛ | ꕜ | ꕝ | ꕞ | ꕟ |
| U+A560 | ꕠ | ꕡ | ꕢ | ꕣ | ꕤ | ꕥ | ꕦ | ꕧ | ꕨ | ꕩ | ꕪ | ꕫ | ꕬ | ꕭ | ꕮ | ꕯ |
| U+A570 | ꕰ | ꕱ | ꕲ | ꕳ | ꕴ | ꕵ | ꕶ | ꕷ | ꕸ | ꕹ | ꕺ | ꕻ | ꕼ | ꕽ | ꕾ | ꕿ |
| U+A580 | ꖀ | ꖁ | ꖂ | ꖃ | ꖄ | ꖅ | ꖆ | ꖇ | ꖈ | ꖉ | ꖊ | ꖋ | ꖌ | ꖍ | ꖎ | ꖏ |
| U+A590 | ꖐ | ꖑ | ꖒ | ꖓ | ꖔ | ꖕ | ꖖ | ꖗ | ꖘ | ꖙ | ꖚ | ꖛ | ꖜ | ꖝ | ꖞ | ꖟ |
| U+A5A0 | ꖠ | ꖡ | ꖢ | ꖣ | ꖤ | ꖥ | ꖦ | ꖧ | ꖨ | ꖩ | ꖪ | ꖫ | ꖬ | ꖭ | ꖮ | ꖯ |
| U+A5B0 | ꖰ | ꖱ | ꖲ | ꖳ | ꖴ | ꖵ | ꖶ | ꖷ | ꖸ | ꖹ | ꖺ | ꖻ | ꖼ | ꖽ | ꖾ | ꖿ |
| U+A5C0 | ꗀ | ꗁ | ꗂ | ꗃ | ꗄ | ꗅ | ꗆ | ꗇ | ꗈ | ꗉ | ꗊ | ꗋ | ꗌ | ꗍ | ꗎ | ꗏ |
| U+A5D0 | ꗐ | ꗑ | ꗒ | ꗓ | ꗔ | ꗕ | ꗖ | ꗗ | ꗘ | ꗙ | ꗚ | ꗛ | ꗜ | ꗝ | ꗞ | ꗟ |
| U+A5E0 | ꗠ | ꗡ | ꗢ | ꗣ | ꗤ | ꗥ | ꗦ | ꗧ | ꗨ | ꗩ | ꗪ | ꗫ | ꗬ | ꗭ | ꗮ | ꗯ |
| U+A5F0 | ꗰ | ꗱ | ꗲ | ꗳ | ꗴ | ꗵ | ꗶ | ꗷ | ꗸ | ꗹ | ꗺ | ꗻ | ꗼ | ꗽ | ꗾ | ꗿ |
| U+A600 | ꘀ | ꘁ | ꘂ | ꘃ | ꘄ | ꘅ | ꘆ | ꘇ | ꘈ | ꘉ | ꘊ | ꘋ | ꘌ | ꘍ | ꘎ | ꘏ |
| U+A610 | ꘐ | ꘑ | ꘒ | ꘓ | ꘔ | ꘕ | ꘖ | ꘗ | ꘘ | ꘙ | ꘚ | ꘛ | ꘜ | ꘝ | ꘞ | ꘟ |
| U+A620 | ꘠ | ꘡ | ꘢ | ꘣ | ꘤ | ꘥ | ꘦ | ꘧ | ꘨ | ꘩ | ꘪ | ꘫ |   |   |   |   |
| U+A630 |   |   |   |   |   |   |   |   |   |   |   |   |   |   |   |   |